# دست مریزاد
دست مریزاد (انگلیسی: Hats Off) یک فیلم کمدی آمریکایی به کارگردانی هال ییتس است که در سال ۱۹۲۷ منتشر شد.
لورل و هاردی، در یکی از معروف‌ترین فیلم‌هایشان به‌نام جعبه موسیقی از داستان این فیلم استفاده کردند و تا حدی این فیلم را بازسازی کردند.
هم‌اکنون نسخه اصلی این فیلم موجود نیست و این فیلم، یک فیلم گمشده محسوب می‌شود.
نسخه‌های بازسازی شده‌ای با توجه به فیلم‌نامه و عکس‌هایی که از این فیلم باقی مانده است ساخته شده که یک نسخه آن در سال ۲۰۲۲ به‌صورت استاپ‌موشن، با عکس‌ها و فیلم‌های کوتاه به‌جا مانده از لورل و هاردی در این فیلم و فیلم‌های دیگرشان تهیه شد که نزدیک به ۲۰ دقیقه (مدت‌زمان اصلی فیلم) است.

## بازیگران
- استن لورل
- اولیور هاردی
- جیمز فینلیسون
- آنیتا گاروین
- دورتی کابرن
- چت براندنبورگ
- سام لافکین